# لمبورن، اسکس
لمبورن (به انگلیسی: Lambourne) یک روستا و محله مدنی در بریتانیا است که در Epping Forest واقع شده‌است. لمبورن ۱۰٫۵ کیلومتر مربع مساحت و ۱٬۸۲۸ نفر جمعیت دارد.